# Erica chloroloma
Erica chloroloma är en ljungväxtart som beskrevs av John Lindley. Erica chloroloma ingår i släktet klockljungssläktet, och familjen ljungväxter. Inga underarter finns listade i Catalogue of Life.